# Kasteel Les Fougères
Het Kasteel Les Fougères (ook: Kasteel Les Cygnes) is een kasteel in de tot de gemeente Gent behorende plaats Mariakerke, gelegen aan de Groenestaakstraat 37-39.

## Geschiedenis
Aanvankelijk stond hier een ouder kasteel. In 1860 verrees op deze plaats een kasteeltje met neoclassicistische stijlelementen. Het kasteel kwam later in bezit van de families de Meulemeester en Morel de Westgaver-Ghellinck de Walle.
Naast het kasteeltje, feitelijk een landhuis, vindt men een hovenierswoning van 1889, een wagenhuis en een paviljoentje met koepeldak van 1889, dat zich op een heuveltje bevindt.